# Ozrinići
 Ovo je glavno značenje pojma Ozrinići. Za naselje u općini Nikšić, Crna Gora pogledajte Ozrinići (Nikšić, Crna Gora).
Ozrinići (Kčevo, Čevo) su teritorijalno najveće crnogorsko pleme Katunske nahije. Zbog svoje uloge pograničnog plemena i stalnih borbi s Turcima steklo je najveći ugled u Crnoj Gori, o čemu svjedoči i činjenca da je jedino pleme koje Njegoš proslavio posvećenim stihovima ("Čevo ravno, gnijezdo junačko") u svom najvrijednijem djelu "Gorski vijenac" u kojem je najveći broj ključnih likova upravo iz ovog plemena (Serdar Vukota, Knez Janko, Vuk Mićunović, Vuk Mandušić, Vojvoda Draško, Vukota Mrvaljević, Vuk Raslapčević; neki analitičari Njegoševog djela i za Igumana Stefana kao izmišljenu ličnost smatraju da je bazirana na osobi Stevana Perkova Vukotića, senatora crnogorskog i Njegoševog najmudrijeg savjetnika). Jedan od najpoznatijih čevljana je i vojvoda Peko Pavlović Nikolić.
Ozrinići su i jedno od najstarijih crnogorskih plemena i spominju se u kotorskim pisanim izvorima još 1335. godine.  Plemensko središte je Čevo koji se sastoji od više selaca: Vojinići, Zaljuće, Miške, Kuta itd. Ostala naselja su Velestovo, Markovina, Ožegovica, Lastva, Zagreda, Bijele poljane, Makljen, Ubli. Čevo je uz samo Cetinje bilo najznačajnije administrativno sjedište u Katunskoj nahiji.
Zbog svog značaja ovo je pleme bilo vlasnik guvernadurske titule (guvernadur je dijelio vlast u Crnoj Gori s Vladikom i bio je pod djelomičnim utjecajem Mletačke Republike) od njenog ustanovljenja do polovice 18. stoljeća kada su titulu prodali Njegušima. Razlog ove prodaje bio je u većoj udajenosti od Kotora (centra crnogorskog guvernadurstva) i nespremonsti Ozrinića da provode suviše dugo vremena izvan svog plemena.

## Vanjske poveznice
- Pleme Ozrinići